# Fiskalgeltung der Grundrechte
Als Fiskalgeltung der Grundrechte bezeichnet man die Bindung des Staates an die Grundrechte im Rahmen der Privatwirtschaftsverwaltung.  
Der Staat ist auch im nicht-hoheitlichen Handeln gegenüber Einzelnen übermächtig, weswegen er auch in der Privatwirtschaftsverwaltung an die Grundrechte gebunden ist. Dadurch soll verhindert werden, dass der Staat sich diesen durch die Wahl von nicht-hoheitlichen Vollzugsformen entzieht. Der Staat muss nicht-hoheitlich so handeln, dass der Einzelne sich gegen Grundrechtseingriffe zur Wehr setzen kann. Selbstbindungsgesetze von Gebietskörperschaften können dadurch jedermann ein subjektives Recht gewähren, unter den bei bestimmten Voraussetzungen eine klagbarer Anspruch besteht.
Beispielsweise trifft den Staat bei einer vertraglichen Vergabe von Subventionen die Gleichbehandlungspflicht. 
Dies führt auch zum Verwaltungsprivatrecht, das nicht in Form von Positivem Recht, sondern als allgemeine privatrechtliche Normen dem Einzelnen Rechtsschutz im Bereich der Privatwirtschaftsverwaltung gewährleistet und den de facto übermächtigen Staat bei Handlungen, in denen er dem Einzelnen formal gleichgeordnet gegenübersteht, in seiner Macht begrenzt. Schlagwort: Keine Flucht ins Privatrecht.  

## Belege
- Arno Kahl, Karl Weber: Allgemeines Verwaltungsrecht, facultas wuv Universitätsverlag, Wien 2007, ISBN 978-3-7089-0004-9